# Carney (Michigan)
Pour les articles homonymes, voir Carney.
Carney est un village du comté de Menominee, dans l'État du Michigan, aux États-Unis. En 2020, il comptait une population de 179 habitants.